# Grupo terminal

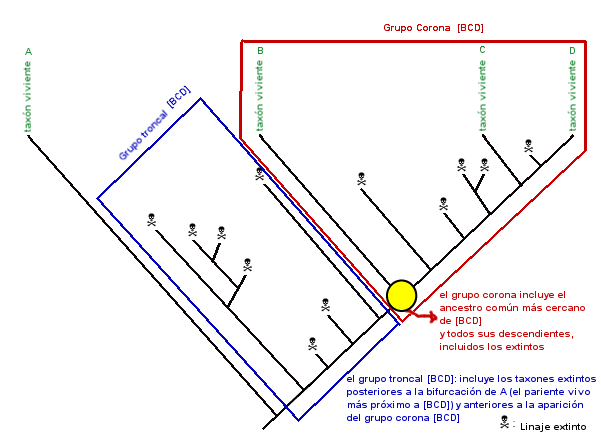
Ubicación de los grupos terminal y troncal del clado [BCD] en un árbol filogenético. Nótese que el grupo terminal es monofilético mientras que el grupo troncal es parafilético.

En biología sistemática, en referencia al árbol filogenético de un grupo de organismos estudiado que incluye organismos vivientes y extintos, un grupo terminal es el grupo monofilético que contiene a todos los organismos vivientes seleccionados, su ancestro común más próximo, y todos los grupos ya extintos pero que derivan de ese mismo ancestro común más próximo.
El nombre "grupo terminal" en referencia a este grupo de organismos fue acuñado por el padre de la escuela cladista de la biología sistemática, Willi Hennig, debido a su necesidad de incluir organismos extintos en sus árboles filogenéticos. Si bien el nombre fue formulado en la década de 1970, no fue utilizado con asiduidad hasta la década del 2000.